# 平林たい子
平林 たい子（ひらばやし たいこ、1905年〈明治38年〉10月3日 - 1972年〈昭和47年〉2月17日）は、日本の小説家。本名タイ。
職を転々としながら、同棲、離別、検挙、生活破綻、中国大陸や朝鮮での放浪などを経て、その体験から『嘲る』『施療室にて』を発表。プロレタリア作家として出発した。戦後は反共姿勢を強め、晩年は難病に苦しんだが、社会や人生の不条理を逞しい筆致で描いた作品で知られた。没後日本芸術院賞・恩賜賞を受け、平林たい子文学賞が設定された。

## 生涯

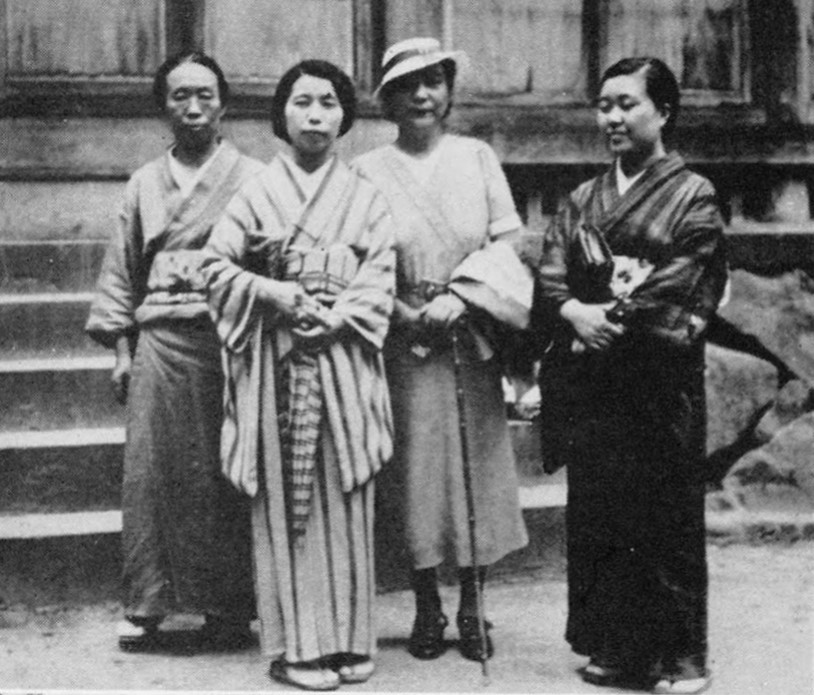
左から一人おいて、円地文子、神近市子、平林たい子。1937年頃、岩手県平泉町の中尊寺にて。

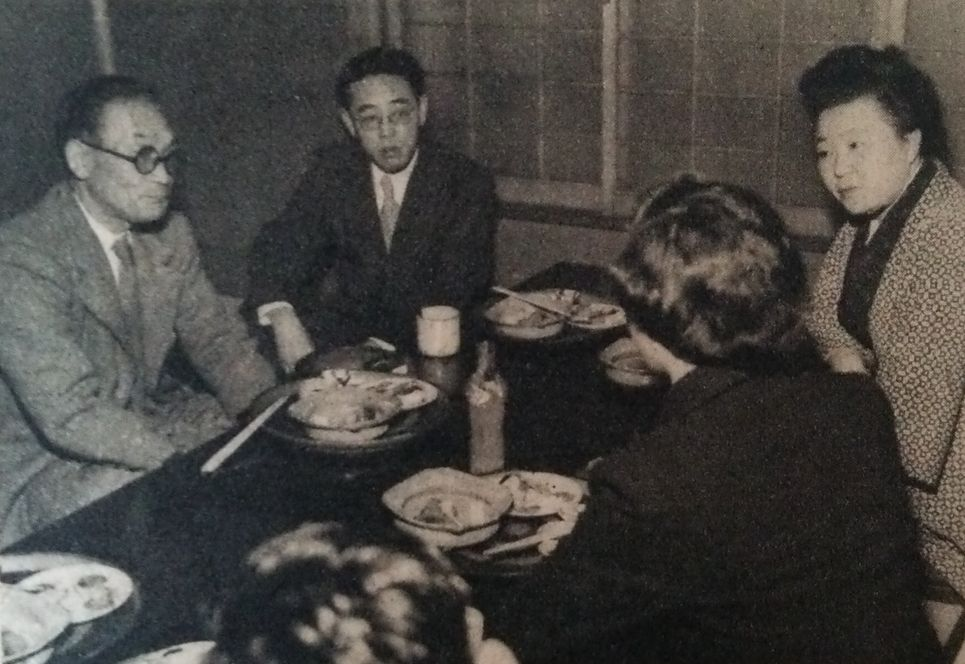
竹山恒寿（中央）と平林たい子。『アサヒグラフ』 1954年新年号 朝日新聞社より。

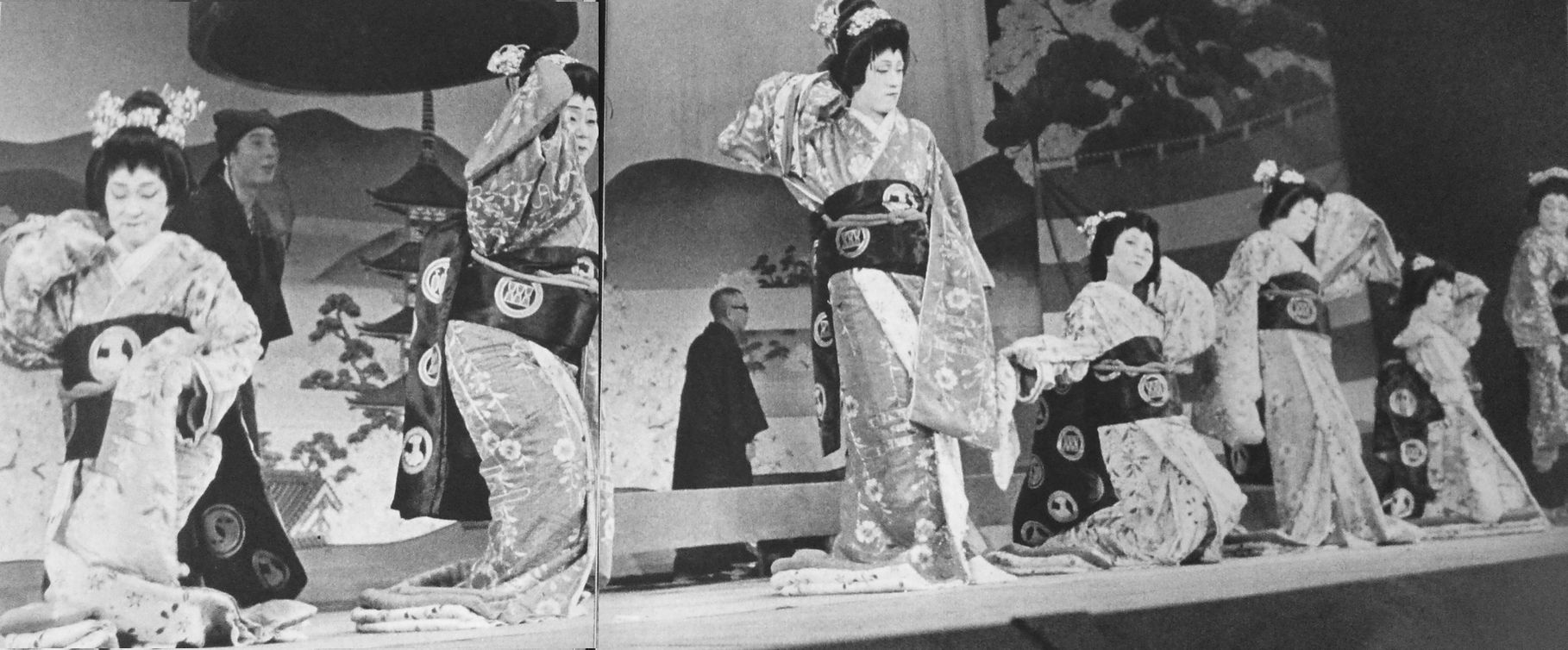
『週刊文春』 1959年12月14日号　文春歌舞伎『京鹿子娘道成寺』の一場面。右から、加藤芳郎、平岩弓枝、小山いと子、芝木好子、五味康祐、平林たい子、森田たま

現在の長野県諏訪市（旧諏訪郡中洲村）出身。貧しい農家に生まれ、12歳の頃にロシア文学を読んだことがきっかけで作家になることを決心し、上諏訪町立諏訪高等女学校（現在の長野県諏訪二葉高等学校）に首席で入学。高女時代に社会主義に関心を持ち始め、同校卒業後に上京して交換手見習いとして働き始め、アナーキスト山本虎三と同棲。山本の姉を頼って朝鮮に渡るが、1ヶ月で帰国。関東大震災直後のどさくさの中で検挙され、東京から離れることを条件に釈放される。結局日本では生活できなかったため山本の兄がいた満州に行き、大連の病院で出産するが、この女児は栄養不足のため、生まれてわずか24日目に死亡した。不敬罪で投獄された山本を残して帰国し、満州生活を描いた小説『投げすてよ！』執筆。労農芸術家連盟に属し、その体験に基づく『施療室にて』でプロレタリア作家として認められる。
1927年（昭和2年）、小堀甚二と見合い結婚した（1955年（昭和30年）、小堀に隠し子がいたことが判明したため離婚している）。
1947年（昭和22年）、『かういふ女』（『展望』1946年10月）で第1回女流文学者賞を受賞した。
戦後は、転向文学の代表的作家とも言われ、政治的にも民社党を結党当初から支持するなど反共・右派色を強めていった。更に保守系の言論人団体である日本文化フォーラム・言論人懇話会にも参加している。
1958年、ソ連政府がボリス・パステルナークのノーベル文学賞授与を辞退させた際、日本ペンクラブ（副会長・青野季吉ら）のソ連政府よりの姿勢を、平林はエドワード・G・サイデンステッカーらと共に批判した。
1961年（昭和36年）8月8日、松川事件の差し戻し審で、仙台高裁の門田実裁判長は被告人全員に無罪を言い渡した。平林は判決後の談話で「私は作家ですから、実際に起こったこととフィクションの区別がわかるのです。つまり松川事件に現れた『自白』の中に真実味を感じた」と述べ、無罪判決を批判した。
松本清張について、複数の助手作家を使った工房形式で作品を作っているのではないか、と韓国の雑誌『思想界』で指摘した。これに対し松本は、『日本読者新聞』において反論している。
また『文藝春秋』誌1963年（昭和38年）7月号に掲載された対談での発言について、創価学会から組織的とも言える抗議を受けている（なお、この対談では藤原弘達も出席しており同様に藤原も抗議を受けた）。
平林の作品は、同時代の文学者や平林自身をモデルに創作された小説のほか、社会時評、随筆など多岐にわたる。戦時中、博徒の石黒政一に助けられたことでヤクザの世界に興味を持ち、『黒札』、『地底の歌』、『殴られるあいつ』などの任侠小説も書いた。
1967年（昭和42年）『秘密』で第7回女流文学賞受賞。
1972年（昭和47年）2月17日、急性肺炎のため慶應義塾大学病院で死去。
没後、日本芸術院賞・恩賜賞（1972年）を贈られ、遺言により「平林たい子文学賞」が創設された。

## 記念館など
諏訪市福島に「平林たい子記念館」がある。

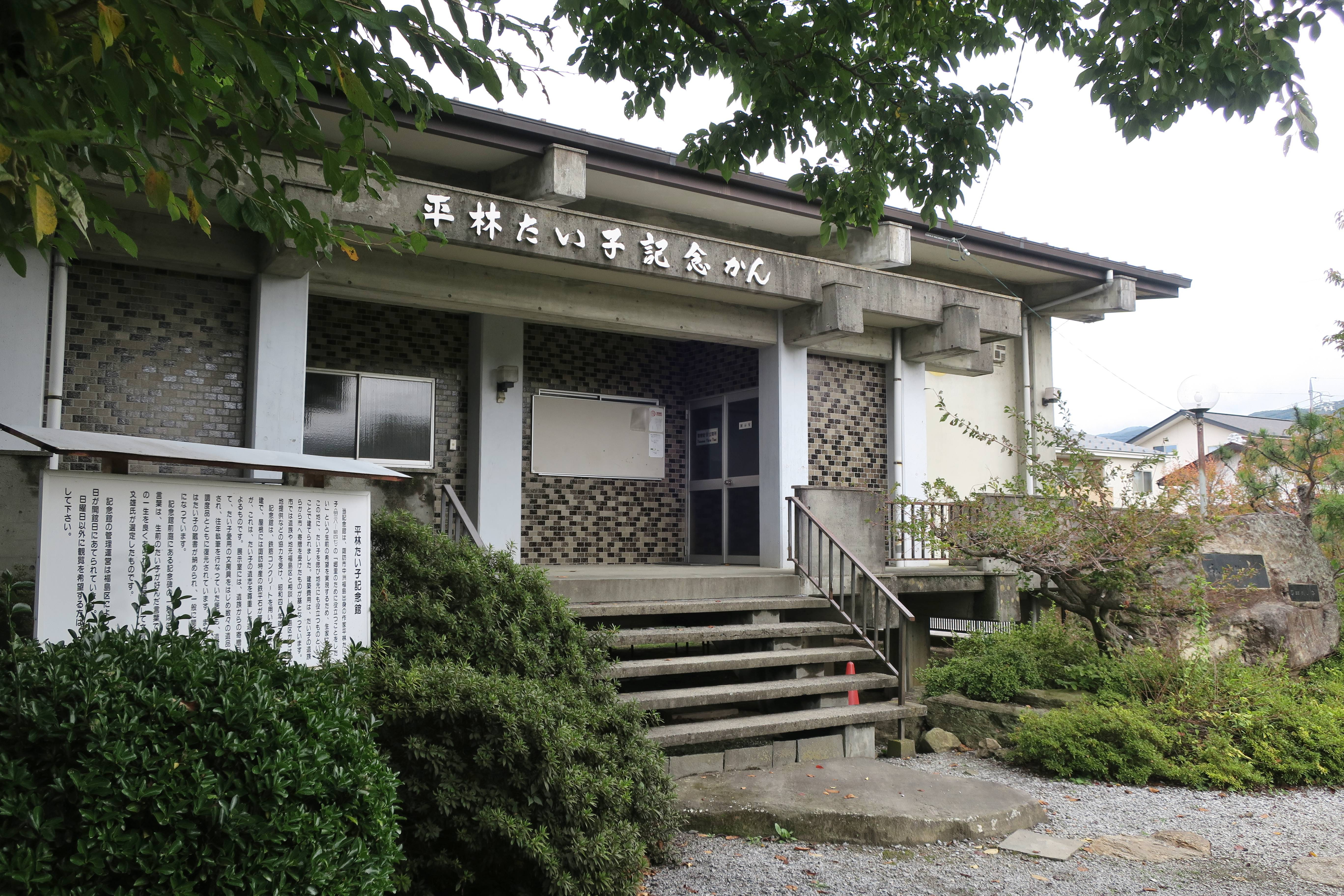
平林たい子記念館（長野県諏訪市）

- 開館日、日曜日のみ。（月～土曜日は　※予約があれば開館する場合あり）
- 開館時間、9:00-16:00入館料、無料
- 主な収蔵品遺品、平林たい子の自筆原稿。

諏訪市図書館2階郷土資料コーナーには、遺族から贈られた蔵書約4,000冊が納められた平林記念文庫がある。

## 宇野千代との交流
作風は全く違うが、宇野千代への思い入れは強く、宇野の着物の店の良き常連客であり続け、宇野が事業に失敗した際にも、宇野に頼まれるまま、黙って20万円（現在の500万円相当）を差し出している。しかし、宇野が執筆より事業に熱心であることに不満を持っており、その執筆態度が趣味的であると批判的だった。

## 作品リスト
- 『施療室にて 平林たい子短篇集』文芸戦線社出版部 1928
- 『殴る』改造社 1929
- 『敷設列車』日本プロレタリア傑作選集 日本評論社 1929
- 『耕地』新鋭文学叢書 改造社 1930
- 『石鹸工場の同志』鹽川書房 プロレタリア前衛小説戯曲新選集 1930
- 『花子の結婚』啓松堂 1933
- 『悲しき愛情』ナウカ社 1935
- 『かういふ女』筑摩書房 1947　のち新潮文庫
- 『私は生きる』板垣書店 1947　のち角川文庫
- 『人生実験』八雲書店 1948
- 『女親分 他7篇』青々堂出版部 1949
- 『たい子日記抄』板垣書店 1949
- 『地底の歌』文芸春秋新社 1949　のち角川文庫
- 『露のいのち』文芸春秋新社 1949
- 『栄誉夫人』東京文庫 1950　－　園田天光光をモデルとした小説。後に平林、小説新潮編集長、東京文庫発行責任者らが名誉棄損で訴えられる[10]
- 『情熱紀行』大日本雄弁会講談社 1950
- 『春のめざめ』中央公論社 1950
- 『夢みる女』六興出版社 1950
- 『炎の愛』湊書房 1951
- 『夫婦めぐり』主婦之友社 1952
- 『愛情旅行』新潮社 1953　のち文庫、角川文庫
- 『桃色の娘』読売新聞社 1953
- 『追われる女』毎日新聞社 1954
- 『うつむく女』新潮社 1956　のち文庫
- 『女ひとり』大日本雄弁会講談社 ロマン・ブックス 1956
- 『女二人』近代生活社 近代生活新書 1956
- 『殴られるあいつ』文芸春秋新社 1956
- 『愛あらば』弥生書房 1957
- 『女は誰のために生きる』村山書店 1957
- 『砂漠の花』光文社 1957
- 『妻は歌う』毎日新聞社 1957　のち角川文庫
- 『炎の女 妲妃のお百・花井お梅・高橋お伝』新潮社 1958
- 『にくまれ問答』光文社カッパ・ブックス 1959
- 『愛と悲しみの時』文芸春秋新社 1960
- 『男たち』新潮社 1960
- 『自伝的交友録・実感的作家論』文芸春秋新社 1960
- 『情熱の市』講談社 1960
- 『ソヴィエト文学の悲劇 パステルナーク研究』編 思潮社 1960
- 『豊満聖女』角川書店 1960
- 『不毛』講談社 1962
- 『現代の貞女』講談社 1965
- 『愛と幻』講談社 1966
- 『真昼の妖術』サンケイ新聞出版局 1967
- 『作家のとじ糸』芳賀書店 1968
- 『秘密』中央公論社 1968
- 『鉄の嘆き』中央公論社 1969
- 『林芙美子』新潮社 1969
- 『平林たい子の自選作品 現代の女流作家』二見書房 1972
- 『宮本百合子』文芸春秋 1972
- 『平林たい子全集』全12巻 潮出版社 1976-79
- 『こういう女・施療室にて』講談社文芸文庫 1996
- 『林芙美子 /宮本百合子』講談社文芸文庫、2003
- 『平林たい子毒婦小説集』講談社文芸文庫 2006

## 映画化作品
- 1930「挑戦」松竹　監督:小石栄一、脚本:平林たい子 出演:千早晶子 坪井哲 関操
- 1956「地底の歌」 日活
- 1963「関東無宿」(原作「地底の歌」）日活　監督:鈴木清順 脚本：八木保太郎、出演：小林旭、松原智恵子、平田大三郎、伊藤弘子、中原早苗、高品格、伊藤雄之助、安部徹、信欣三、殿山泰司
- 1964「悶え」大映 監督:井上梅次  脚本:舟橋和郎 出演:若尾文子,高橋昌也,川津祐介,江波杏子,滝瑛子,藤間紫,多々良純

## 参考書籍
- 日本経済新聞社『私の履歴書<第29集>』（1967年、日本経済新聞1966年連載）
- 戸田房子『燃えて生きよ―平林たい子の生涯』（1982年、新潮社）
- 群ようこ『妖精と妖怪のあいだ―平林たい子伝』（2008年、文藝春秋）
- 荒俣宏『プロレタリア文学はものすごい』(平凡社新書)2000年

## 関連書籍
- 小堀甚二『小説 妖怪を見た』角川書店 1959
- 阿部浪子編『人物書誌大系 平林たい子』日外アソシエーツ 1985
- 阿部浪子『平林たい子 花に実を』武蔵野書房 1986
- 村野民子『沙漠に咲く 平林たい子と私』武蔵野書房 1991
- 中山和子『平林たい子』新典社 女性作家評伝シリーズ 1999